# Josip Črnigoj
Josip Črnigoj, slovenski knjigovez, * 11. marec 1839, Dobravlje, † 20. marec 1922, Kamnje.

## Življenje in delo
Svojo obrt je 65 let opravljal na Cesti pri Vipavskem Križu in po Primorskem slovel kot prvovrsten strokovnjak, čigar delo se je odlikovalo po trpežnosti in ličnosti; bil pa je tudi vešč urar. 

## Zunanje povetave
- Šlebinger Janko. »Črnigoj Josip«. Slovenski biografski leksikon. Ljubljana: ZRC SAZU, 2013 – prek Slovenska biografija.